# Amos Lin
Amos Lin, nato Amos Linkovsky (in ebraico עמוס לין‎?; Mishmar HaEmek, 2 luglio 1933 – 21 settembre 2020), è stato un cestista e allenatore di pallacanestro israeliano.

## Carriera
Con Israele ha partecipato alle Olimpiadi del 1952.